# Bembidion flavoposticatum
Bembidion flavoposticatum is een keversoort uit de familie van de loopkevers (Carabidae). De wetenschappelijke naam van de soort is voor het eerst geldig gepubliceerd in 1855 door Jacquelin du Val.